# Witte tamarin
De witte tamarin (Leontocebus weddelli melanoleucus)  is een zoogdier uit de familie van de klauwaapjes (Callitrichidae). De wetenschappelijke naam van de soort werd voor het eerst geldig gepubliceerd door Miranda Ribeiro in 1912.

## Voorkomen
De soort komt voor in Brazilië.